# Forrástan
A forrástan a történettudomány segédtudománya, amely a különféle források felkutatását, besorolását, megismerését, elemzését és hasznosítását segíti elő. A forrástan részei a forrásismeret (milyen típusú források állnak rendelkezésre), a forrástipológia (a források kategorizálása, besorolása) és a forráselemzés és forráskritika (a források megbízhatóságának, pontosságának feltárása), valamint a forráskiadás (a történeti források hozzáférhetővé tétele).

## A forráskritika célja, feladatai

### A történeti megismerés szakaszai és jellegzetességei

#### A történeti kutatás folyamata
„Történelmi megismerésnek a múlt valóságának tudományos visszatükrözését, a történettudomány megismerését nevezzük.” A történettudomány a tárgyául szolgáló folyamatok és jelenségek megismerését különböző módszerekkel végzi.
A történeti megismerés első szakasza annak a vizsgálata, hogy a forrás milyen formában és milyen körülmények között maradt ránk. Az első szakasz vizsgálata segédtudományok tárgya.
A második szakasz az episztemológia kutatási területe. A történetíró és a forrás találkozásától a tudományos munka elkészüléséig tart. Ide tartozik az adatgyűjtés, csoportosítás, verifikálás és a következtetés, tehát a megismerési folyamat. A történetírói episztemológia tárgyköréhez hozzátartozik a megismerést befolyásoló tényezők vizsgálata is. Befolyásoló tényező lehet a történetíró saját korában ható benyomások, és a történetíró jelenéről kialakított álláspontja is. Végül a történeti megismerés kutatásához nélkülözhetetlen a történeti megismerés során keletkezett fogalmak állandó pontosítása.
A megismerési folyamat vizsgálatához ismerni kell a történetírói tevékenység gyakorlati oldalát, a történelmi folyamatot és a folyamat azon szakaszát, amelyben a külső tényezők (társadalmi, ideológiai, politikai motívumok) közrejátszhatnak.

#### Cui prodest?Unus testis, nullus testis
Az emberi történet számos tényéről nem áll forrás a kutatás rendelkezésére, vagy a források nem valósághűek, nem megbízhatóak. Ezért fontos kérdés a kutatás során hogy kinek az érdekét szolgálta a forrás létrejötte (Cui prodest?). A források tartalmazhatnak hamis állításokat, torzításokat, ezért fontos, hogy ellenőrizhetőek, egymással kiegészíthetőek legyenek (Unus testis, nullus testis).

### Az újkori forrástan sajátosságai
A 19-20. század, mint forrástermelő korszak lényegesen különbözik a történelem korábbi korszakaitól. A korszak sajátossága a források tömeges keletkezése és megmaradása. Az írásbeliség szerepe, és a privát írott források száma megnő (forrásvaksághoz vezethet). A sajtó és könyvnyomtatás elterjedt, és új, vizuális információhordozók jelentek meg.

## A forrástan részei

### Forrásismeret, forrásgyűjtés
A forrásismeret azoknak az elméleti és gyakorlati tudnivalóknak az összessége, amelyek segítségével a történész a rendelkezésére álló történeti emlékekből számára hasznosítható információt szerez. A történésznek tisztában kell lennie azzal, hogy az adott témában és korszakban, melyet kutatni kíván, milyen forrásokkal kell számolnia, mely forrástípusok jellemzőek és ezekhez hogyan tud hozzáférni, hol találja meg. A források specifikus voltából következik, hogy a forrásismeret is specifikus készségeket igényel. Más tudás szükséges például egy középkori latin nyelvű oklevél és más egy orosz népmese feltárásához. Ez alapján a forrásismeret különböző területeiről beszélhetünk. (középkori forrásismeret, néprajzi forrásismeret és a többi)
A történész számára történeti múlt minden emléke forrásanyaggá válhat, amennyiben ezeket az emlékeket és/vagy a rájuk vonatkozó információkat összegyűjtik. Forrásgyűjtésnek nevezhetjük egyrészt ezen emlékek, potenciális források egy meghatározott helyen való felhalmozását, másrészt a kutató azon tevékenységét mely során – forrásismeret segítségével – ebből a készletből kiválogatja, a maga számára összegyűjti azokat az értékeket, melyek az ő kutatása szempontjából forrásértékkel bírhatnak.
A potenciális források gyűjtésénél megkülönböztethetünk nem a történeti forráskutatás szándékával történő, és a kifejezetten a forráskutatás szándékával történő gyűjtést. A kétféle gyűjtés a gyűjtés során érvényesülő szempontok alapján különíthető el. A tárgyi emlékanyag gyűjtésében kezdetben az összegyűjtés (tezaurálás), az esztétikum és a reprezentáció voltak döntő szempontok. A felhalmozás helyei az uralkodói, templomi és magángyűjtemények, majd az ezekből létrejövő múzeumok. A szellemi hagyomány esetében érzelmi motiváció, a régiek tudásának megőrzése a meghatározó. A tárolás helyét tekintve ez a legnehezebben hozzáférhető, ugyanis őrzőhelye a kollektív tudat és emlékezet. Írott emlékanyag gyűjtésében gyakorlati megfontolások érvényesültek. A spontán módon keletkezett iratokat irattárban gyűjtötték össze, hogy szükség esetén visszakereshetőek legyenek. Az írott anyag másik csoportja – a megörökítés szándékával írott művek – a gyűjtés korai szakaszában ugyancsak gyakorlati, illetve reprezentációs célokat szolgált. Ezek felhalmozása kezdetben gyűjteményekben, majd könyvtárakban történt. Ezek a gyűjtések azért fontosak, mert bár szándékaik szerint nem a forráskutatást kívánták szolgálni, később azonban a gyűjtemények léte ezt biztosította.
Nagy változást a reneszánsz és a humanizmus hozott. A gyűjtés szempontjai között megjelent a történetiség, a múlt értékké vált. A 17-18. század tudományos fejlődése, a világ megismerhetőségébe vetett hit megteremti a tudatos, problémaközpontú, a forráskutatás szándékával történő gyűjtést. A gyűjtés teljeskörű, a fellelhető összes emlékre kiterjedő – legyen az a történeti hagyományozás céljából született, vagy spontán keletkezett –, és folyamatos, azaz a jelen jövőben forrásként használható emlékeire is kiterjedő. A forrásgyűjtés során is szükséges szakmai ismeret, mely segít a forrásérték felismerésében és szelektálásában, mert a gyűjtés nem csak tudatos, teljességre törekvő, folyamatos, hanem szelektív is.
A begyűjtött emlékanyag elhelyezése a forrás típusától függően – de nem kizárólag aszerint – múzeumban, adattárban, irattárban, gyakorlati hasznát elveszített iratok esetén levéltárban, és könyvtárban történik.

### Forrástipológia
Természetesen képesek vagyunk a forrásokat különböző típusokba osztani. Ez a tipizálás nemzetenként más-más hagyományok és szempontok szerint alakult. A tipizálás azért szükséges, mert szinte minden egyes kategória feldolgozásához más és más ismeretek szükségesek.

#### Nemzeti tipizálások
Minden nemzet történettudománya, néhány alapvető hasonlóság kivételével, másképp osztályozza a történeti forrásokat. Ezért beszélünk nemzeti tipizálásról, a legnagyobb hatású rendszerek esetében pedig nemzeti iskolákról. Ezek közül leginkább a német és az orosz (szovjet) iskolával érdemes foglalkozni. Ennek oka egyrészt az, hogy a legnagyobb hatással bíró történetírói irányzatok Németországban jöttek létre, s itt leginkább a marxizmusról és a szellemtörténetről érdemes szólnunk mint a történetírás két emblematikus és a forrástan szempontjából legjelentősebb irányzatairól. Másrészt a marxista felfogás az egykori Szovjetunió történetírásában valósult meg a leginkább mintaszerűen, s ennek következményei máig hatnak az orosz és a volt tagállamok gyakorlatára.

##### Német nyelvterület
Két gyakorlat alakult ki:
Az első felfogás szerint a történésznek elsősorban azt kell figyelembe vennie, hogy a múltról mit tud meg és hogyan az adott forrás segítségével. Ez alapján kétféle forrástípust különböztetünk meg. A primer forrás az adott eseménnyel egy időben vagy a vizsgált korszak idején keletkezett, vagyis a szerző első kézből értesült, esetleg tanú is volt. A szekunder forrás nem az adott eseménnyel egy időben vagy nem is az adott korszakban keletkezett, vagyis a szerző másodkézből értesült, nem volt tanúja a történteknek. Egy forrás lehet primer és szekunder forrás is (pl. Bonfini: Decades, tíz kötetben a magyarok története).
A második felfogás az ún. Droysen-Bernheim-féle rendszer. A XIX. század végén alakult ki. Itt is két csoportot különböztetünk meg. Az Überreste (maradvány) olyan forrás, amely spontán keletkezett, készülésekor nem volt szempont a kortársak vagy az utókor tájékoztatása. Ide sorolunk nagyrészt minden tárgyi emléket, egyes elvont (intézmények, szokások, nyelvi fordulatok) és írott (oklevelek, magánlevelek, pápai tizedjegyzékek stb.) maradványokat. A Traditionen (tradíció, hagyomány) már a kortársak és az utókor tájékoztatásának szándékával készült. Ide szóbeli (ill. egy időben szóban hagyományozódó anyagok, például mítoszok) és írásbeli (geszták, krónikák, évkönyvek, nyílt politikai levelek) források sorolhatóak.

##### Orosz nyelvterület
A felosztásra – mint már feljebb utaltunk rá – a marxizmus hatott erőteljesen. A sorrend nem a véletlen műve, a fontosság mértékét mutatja.
1. anyagi emlékek (régészeti leletek)
2. Nyelvészeti források
3. Folklór
4. Néprajzi emlékanyag
5. Fotó, hangdokumentum, filmek

##### Magyarországi gyakorlat
A magyar történettudomány szempontjából a fent említett két iskola azért fontos, mert mindkettő elemeiből építkezik, és ezeket a magyar történelem sajátosságai szerint alkalmazza. A magyar felfogás egyfajta kronológiai sorrendet követ, azt vizsgálja, hogy az egyes korok, korszakok megismeréséhez milyen forrástípusok állnak rendelkezésünkre, és a mához közeledve milyen új forrástípusokkal bővül a kínálat. E szerint:
1. Tárgyi emlékek: ezekkel az antropológia, a néprajz, a régészet, az iparművészet, a művészettörténet és a hadtörténet foglalkozik.
2. Íratlan szellemi hagyomány (folklór): ide népdalok, táncok, zenei anyagok, mesék stb. tartoznak.
2.1. Nyelv: a nép eredetének vizsgálatakor kulcsfontosságú.
3. Írott emlékek: ide soroljuk a német gyakorlatból már megismert tradíciót és maradványt. Magyarországon azonban a jogszabályokat, törvényeket, a sajtót és a statisztikát az ún. átmeneti források közé sorolják.
3.1. Képek, térképek (képi ábrázolások)

#### Forrástípusok
A továbbiakban inkább a magyarországi írott forrásokról, és azok típusairól lesz szó, mert ezek döntő fontossággal bírnak. A tárgyi és íratlan emlékek általában a történelem azon korszakaiban nagyobb jelentőségűek, amikor az írott források még teljesen hiányoznak vagy csak nagyon kis számban maradtak fenn. Ezen csoportok feltárásával önálló tudományok, tudományágak foglalkoznak.
Az írott források jellege koronként különböző, számuk pedig a jelen felé haladva egyre növekszik, amiből további problémák adódhatnak (pl.: forrásvakság, raktározási gondok). Lederer Emma az írott forrásokat többféle szempont alapján is tipizálja, melyek a következők:

##### Első csoportosítási módszer
Az írott forrásokat csoportosíthatjuk keletkezésük körülményei alapján is. Már az írás megjelenése óta az emberek mindig feljegyeztek olyan eseményeket, amelyeket meg akartak őrizni az utókor számára. Természetesen olyan írott források is vannak, melyek nem ilyen szándékkal, hanem spontán módon jöttek létre. Ezek alapján a következő forráscsoportok állíthatók fel:
1. történeti megörökítés céljával keletkezettek (pl.: évkönyv, krónika, geszta, vita, legenda, memoár, emlékirat, útleírás) ,
2. mindennapi élet során keletkezettek (pl.: oklevél, szerződés, levél, összeírások, könyvjegyzékek, végrendeletek, akták),
3. átmeneti források (jogszabályok, törvények, sajtó, statisztika).

##### Második csoportosítási módszer
Ez alapján megkülönböztetünk elbeszélő forrásokat, levéltári forrásokat (oklevelek, akták, összeírások)és átmeneti jellegű forrásokat (hasonlóképpen, mint az előző csoportosításnál).

##### Időrendi csoportosítás
Létezik egy harmadik nézőpont is, mely alapján az írott források típusait időrendben lehet vizsgálni, azaz, hogy a magyar történelem egyes korszakaira mely forrástípusok voltak jellemzőek, melyek voltak a leggyakoribbak.

###### Kora középkori írott források
Talán a legkorábbi ilyen elbeszélő források az évkönyvek és a krónikák. Fontos megjegyezni, hogy a „krónika” néven ismert középkori magyar források műfaja valójában inkább geszta. Magyarországon, Európa többi részéhez hasonlóan elterjedtek voltak a legendák, melyekben egy-egy szent életét ismertették a szerzők. Az ilyen írások középpontjában azonban gyakran az egyház népszerűsítése állt, ezért forrásértékük gyakran elég csekély, és megfelelő kritikával kell vizsgálni őket. Ehhez a korszakhoz tartoznak még az ún. „ősgeszták” (pl: Anonymus, Kézai Simon), valamint a különböző „krónikacsaládok” (pl.: XIV. század végi Bécsi Képes krónika, vagy a Budai Krónika).
A levéltári források közül pedig az egész középkorra az oklevelek, mint levéltári források túlsúlya a jellemző.

###### Késő középkori írott források
Erre az időszakra is jellemzőek a krónikák. Fontosabb krónikaszerzők: Thúróczi János, Antonio Bonfini, Galeotto Marzio, Pietro Ransano. Egyre nagyobb szerepet kapnak a XV-XVI. századtól az életrajzok, a vita-k is. Ezenkívül a XV. század második felétől a kézzel írott kódexek helyét kezdik átvenni a nyomtatott könyvek. A nyomtatás elterjedésével az írott források száma is növekszik, a könyvek pedig a társadalom egyre nagyobb része számára válnak elérhetővé.

###### Kora újkori írott források
Ebben az korszakban jelentősen bővül az írott források fajtáinak száma, növekedés figyelhető meg mennyiségi és minőségi szinten is. Elterjednek az emlékiratok, memoárok és önéletrajzok az elbeszélő forrásokon belül. A levéltári források esetében pedig ebben a korszakban jelennek meg az első időszaki sajtókiadványok, melyek először még inkább állandó jellegű röplapok (pl.: Mercurius Hungaricus/Mercurius Veridius ex Hungaria), majd a XVIII. századtól már újságok. Az újságok a korai időkben még latin vagy német nyelven jelennek meg, az 1790-es évektől válnak magyar nyelvűvé. A statisztikai jellegű források száma is fokozatosan gyarapszik. Egyre több urbáriumot, állami adóösszeírást, egyházi tizedjegyzéket készítenek. Megjelennek a családi levéltárak jegyzékei, könyvjegyzékek, leltárak (inventarium, például várak leltárai), és a végrendeletek is egyre elterjedtebbek a XVI. századtól kezdve. Az oklevelek túlsúlya megszűnik, a levéltári forrásanyag nagy részét ezentúl már az akták képezik, melyek a különböző hivatalok ügyintézése folytán keletkező iratok.

###### Újkori írott források
Az Újkorban tovább nő a statisztikai jellegű források száma és jelentősége, valamint egyre több akta is keletkezik. Ebben a korszakban kezdenek népszerűvé válni a sajtótermékek, az újságok, hírlapok. Ezekre korai példák: Pesti Hírlap, Pesti Napló, Az Est és a különböző reformkori divatlapok.

### Forráselemzés
A forráselemzés egy módszer, amivel a történész szóra bírja a történelem forrásait, legyen az egy oklevél, egy tárgy vagy akár egy népi mondóka.
Az elemzéskor különbséget kell tennünk forrástípusok között. Egy törvényt nem ugyanolyan szempontokkal kell vizsgálat alá venni, mint például egy aktát.
Fazekas Csaba szerint a törvények elemzésének szempontjai a következők:
1. a törvény szövege
2. létrejöttének körülményei (kibocsátó személye, kinek állt érdekében a kiadás)
3. a törvény célja
4. hogyan ment át a gyakorlatba
Viszont egy akta esetében Fazekas Csaba szerint a következő szempontokat kell figyelembe vennünk:
1. címzés
2. megszólítás
3. érkeztetés jegyzetei (kézhezvétel dátuma, továbbítási felszólítás, iktatószáma stb.)(Bevezetés az újkori magyar történeti források tanulmányozásába Archiválva 2019. július 23-i dátummal a Wayback Machine-ben)
Ebben a pontban egy általános elemzést szeretnék bemutatni.
Egy forrás vizsgálatakor kérdéseket kell feltennünk.
Az első kérdés: Cui prodest? vagyis kinek használ? Ugyanis mindegyik forrás szubjektív. Ha a forrás megrendelésre készült, akkor a megrendelő irányába lehet elfogult az alkotó. Ha egy hagiográfiai munkát vizsgálunk, akkor az a munka az adott szent szentségét akarja bebizonyítani.
A következő kérdés: mikor és hol készült? Ugyanis nem mindegy, hogy az adott forrás az események időpontjához képest, milyen közel alkották meg. Ha sokkal később, akkor egyes részletekre az alkotó nem emlékszik tisztán, könnyen ejthet benne hibákat. Fontos még megvizsgálnunk az elkészülés idejének a társadalmát, szellemét, elvárásait. Ezek a tényezők is nagyban befolyásolhatják a munkát.
A szereplők beazonosítása is szükséges egy forrás elemzésekor. Ha egy festményt vizsgálunk, egy családi képet, meg kell állapítanunk, hogy ki lehet a családapa. Hogyan ábrázolja a festő, mi teszi lehetővé a felismerést, milyen szerepe van a családban. Egy emlékiratban kit neveztek madmoiselle-nek, herceg úrnak… ezek nagy vitát okozhatnak.
A következő lépés a műfaji besorolás. Minden műfajnak megvannak a maga sajátosságai. Az alkotó ettől mennyire és hogyan tér el? Egy korszakra jellemző műfajból rájöhetünk az adott kor szellemiségére, értékrendjére.
Van még egy szempont, amit soha nem szabad elfelejteni. Unus testis nullus testis. Vagyis egy tanún nem tanú. Nem lehet egyetlen forrásból (legyen az írásos, tárgyi stb.) messzemenő következtetéseket levonni. Mint ahogy korábban említettem, minden forrás szubjektív. Ezért kell több forrást, több fajta forrást egymás mellé tennünk és így megvizsgálni a témánkat. Így több nézőpontból látjuk az eseményeket.
Tehát ahhoz hogy egy eseményt objektíven tudjuk körüljárni, minél több forrást fel kell használnunk, azokat megfelelően kell elemeznünk, és megfelelő kritikával kell illetnünk.

### Forráskritika
A forráskritika a forrásérték megállapítására szolgáló elméleti és gyakorlati ismeretek összessége és egyben a tudományos igényű történetírás alapja. Legfőbb feladatának tekintik, hogy ítéletet mond a forrás hitelességéről, szavahihetőségéről. Alkalmazása esetenként eltérő, elsősorban a vizsgált forrás típusától függ és a korszaktól, melyben a forrás keletkezett.

#### Története

##### Egyetemes történet
A középkorban nem volt tudatos forrásgyűjtés. A történetírók minden felhasznált művet kritikátlanul hitelesnek fogadtak el. Ennek az antik auktorok túlzott tisztelete a középkorban volt az oka, illetve másként gondolkodtak mind a történet írásról, mind az események közötti logikai összefüggésekről. A reneszánsz idején kezdték felismerni a forráskritika és a forrásgyűjtés fontosságát. Ennek egyik mozgató rugója a birtokperek voltak, amiket oklevelekkel tudtak eldönteni. Dinasztiákról kezdenek történeti munkákat írni és ehhez tudatosan, de még nem rendszeresen gyűjtik a forrásokat.
Hivatásos tudós, szerzetes megjelenése, hivatást látnak a történettudomány kutatásában és oktatásában. A reformáció és ellenreformáció nagy lendületet ad a forráskutatásnak, eredményeit felhasználják a hitvitákban a másik fél cáfolására és/vagy a saját vélemény alátámasztására. A 17. századtól kezdődik meg Európa nyugati felén a rendszeres és tudatos forrásgyűjtés. Bolland János vezetésével az antwerpeni Jézus Társasága rendházában adatgyűjtést és feltárást végeznek. A források hitelességét is vizsgálják már!
Franciaországban bencések és a Richelieu által 1635-ben alapított Academie Franciase tudósai tudományos kritikával vizsgálják a forrásokat. Németországban is ebben a században, igaz kicsit lemaradva, kezdtek el tudományos érdeklődéssel kutatni a forrásokat. Liebnitz köré csoportosultak kutatók. A 19. század első felében a német Ranke tökéletesítette a forráskritikai módszereket. Egyre több tudományág szerveződik és alakul meg. Társadalom és gazdaságtörténeti, néprajzi, nyelvi emlékeket is vizsgálni kezdenek -specializáció. A teljességre törekvés jellemzi a hosszú 19. századot. Ekkor alakult ki a történettudomány ma is használatos módszerei.

##### A forráskritika magyarországi története
Hunyadi Mátyás alatt készülnek el az első, reneszánsz stílusú történeti munkák (Antonio Bonfini és Petrus Ransanus). Ezek még a nemzeti múlt és az uralkodó dicsőítésére íródtak, a régi forrásokat kritika nélkül átvették, ugyanakkor ők kezdtek el forrásokat gyűjteni. A török hódítás és az ország három részre szakadása miatt rengeteg irat és oklevél elpusztult vagy elkallódott. Ez kihatott a történetírásra is, forráskritikai szempontból hanyatlás következett. A királyi udvarban nem jut pénz tudományos kutatásra. Forgách Ferenc és Istvánffy Miklós megelégedtek a kezükre jutó forrásokkal és azok alapján írták meg műveiket.
Werbőczy István még 1515-ben összeállította a Tripartitumot, a magyar írott- és szokásjog gyűjteményt. Martinuzzi (Fráter) György saját költségén kiadatta a Váradi regestrumot, az eredeti példány később elveszett. Váci, pécsi és egri püspökök kéziratokat gyűjtöttek, csakúgy, mint Verancsics Antal esztergomi érsek. Szamosközy István az első jelentős magyar történetíró, aki rendszeres levéltári kutatások alapján írta meg műveit. Ő már forráskritikát alkalmazva próbálta megírni először az őstörténetet, majd a 16. és 17. század fordulójának történetét. Vele zárult a humanista tudósok sora hazánkban.
Emlékiratok és korrajzok hivatalos iratok alapján íródnak, de egyoldalúak. Az elhúzódó felekezeti viták miatt a jezsuiták kezdik gyűjteni az egyházi, majd később a „nemzeti” forrásokat, és egészen Mária Terézia uralkodásának végéig, a jezsuiták a magyarországi tudományos forrásgyűjtés és forráskritika továbbvivői. Lucius János és Inchofer Menyhért az első jezsuita forrásgyűjtők. 17. század végén élt az egyik leghíresebb jezsuita: Hevenesi Gábor, aki a bécsi Pázmáneum oktatója volt, ő kezdte el a magyar katolikus egyház forrásait gyűjteni. Felhívást intézett a magyar egyháztörténeti források összegyűjtésére. Nyomtatott műveket kivonatolt, okleveleket másolt, feliratos emlékeket és hiteles szájhagyományt is gyűjtött. Hat csoportba osztotta a forrásokat. Kollonich Lipót hercegprímás felkarolta Hevenesi munkáját, remélve, hogy ez segíteni fogja a rekatolizációt. Emiatt megnyitja a hivatalos és egyházi levéltárakat a kutatók előtt. Esztergomi érseki és káptalani, pozsonyi kamarai levéltárak és a Vatikán magyar anyagát másolták. Így egy 140 kötetes gyűjtemény jött létre több jezsuita szerzetes közreműködésével. Báró Péterffy Károly két kötetbe rendezve nyomtatásban kiadatta a magyar egyházi zsinatok határozatait, törvények gyűjteményét.
Protestánsok is kutatni kezdik egyházaik történetét 1710-től, ez jelentős lendületet ad a tudománytörténeti adatgyűjtésnek. Czvittinger Dávid lexikon szerző és Bod Péter – tudósok, írók életrajzai és egyháztörténeti munka – a legjelentősebbek.
A 18. századtól kezd újból előtérbe kerülni a nemzeti történelem és így a nemzeti források kutatása, gyűjtése. A század három kisebb korszakra tagolódik: adatgyűjtés (Hevenesi, Czvittinger és Bod), rendszerezés (Bél) és kritika (Pray) kora. Jegyzetekkel ellátott, kötetbe szerkesztett forrásgyűjteményeket adnak ki, mint például Kaprinai 102 kötetes munkája. Pray György az első híres forrásgyűjtő, ő a magyar kritikai történetírás megalapítója. Pozsonyban ő fedezte fel a 13. századi halotti beszédet. Levéltárakban kutat, rengeteget anyagot gyűjtött, de csak azzal foglalkozott, ami a témájához kapcsolódott. Kiharcolta, hogy a Hevenesi és Kaprinai gyűjtemény a pesti egyetem könyvtárába kerüljön át (ma: ELTE Egyetemi Könyvtár). A jezsuita rend 1773-as feloszlatásakor Pray Budára, majd Pestre költözött, és az egyetem könyvtárának ő lett az őre, illetve az egyetemen a történettudomány segédtudományait tanította. Protestáns tudósokkal is levelezett és közösen gyűjtöttek forrásokat. Desericzky József Ince Rómában tanult, a Vatikáni Apostoli Könyvtárat, illetve a bécsi és nagyszombati jezsuita könyvtárakat kutatta magyar vonatkozású források után. 5 kötetben teszi közzé gyűjtését, amiben teljesen közli a forrásokat, köztük az addig teljesen ismeretleneket is, mint a Iulianus-féle jelentést. Történetileg ugyan nem jó a munkája, de forrásközlése érdekes. A század második felében indul el a tudományos vita Szent István pannonhalmi alapító levelének valódiságáról.
A protestánsoknál az első neves tudós az evangélikus Bél Mátyás. A pozsonyi líceumban tanít és onnan szervezi meg diákjainak segítségével a kutatóhálózatát. Külföldi (főleg német) hatásra kezdtek el a nemzeti múlttal foglalkozni a protestánsok. Növendékeit a nyári szünetben adatgyűjtésre küldte, míg ő maga törekedett kritikailag elemezni a forrásokat. Az uralkodó támogatását megszerezve, adatszolgáltatásra utasítják a megyéket (1720-as években). Mikoviny Sámuel kincstári mérnököt pedig Bél segítségére rendelik, térképeket rajzol. Húsz év munka után jelent meg a Notitia Hungariae, Pozsony így tudományos központ lett. Bél Mátyás tanítványa volt Lehoczky András, aki megszerkesztette az első magyar genealógiai lexikont. Benkő József erdélyi kútfőket gyűjtött, városi, egyházi és családi levéltárak anyagait másolta. Fő munkája az Erdély államismerete.
A 18. század végén a jezsuiták feloszlatásával hanyatlik a kutatás színvonala, paradox módon a reformkor volt a mélypont a magyar történettudományban. Kovachich Márton György még a 18. század végén kiadta a Corpus Iuris Hungariciból kimaradt régi törvényeket kritikai jegyzetek kíséretében. Kiadott még 14-15. századi formuláskönyvek, tárnoki jogok és módosításaik, egyháztörténeti forrásokat és elbeszélő forrásokat. A magánkönyvtárakat megnyitották a köz előtt, a magángyűjteményekből közkincs lett (gróf Széchényi Ferenc felajánlásából lett a mai OSZK és a Nemzeti Múzeum, míg gróf Teleki József gyűjteménye képezi a mai MTA könyvtári anyagának alapját).
A 19. század az összefoglaló feldolgozások kora. Budai Ézsaiás, Virág Benedek próbálták feldolgozni a teljes magyar történelmet. Pray halála és intézményi háttér nélküliség is gátolta a korszerű történettudományi kutatást. Nem volt utánpótlás, az udvar pedig megbízható, de tudományos képzéssel nem bíró embereket nevez ki az egyetem élére, a valódi tudósok a segédtudomány tanítói posztot szerezhették meg csak. Reformkor idején a nyelvtudomány került előtérbe, emiatt a történettudomány háttérbe szorult. Forráskiadványok, oklevél közlése továbbra is vannak, de nyoma sincs a rendszeres kutatómunkának és a módszeres kritikának. Fejér György, az egyetemi könyvtár igazgatója 42 kötetes középkori oklevélgyűjteményt ad közre. Mindenféle kiadványokból válogat, tudományos kritikát egyáltalán nem alkalmaz és nem is válogat a források közül.
A szabadságharc után újra előtérbe kerül a történettudomány. Szalay László Magyarország története című munkáját forráskritikával írta meg, Toldy Ferenc pedig irodalomtörténeti szintézist írt, forráskiadványait: Pozsonyi Krónika és 16-17. századi kútfőket adott ki. Szabó Károly Árpád-kori elbeszélő forrásokat közöl magyarul. Megnőtt a kutatókedv, ezért kutatómunkát kezdtek szervezni. Az MTA Történelmi Bizottmánya 1854-ben elindítja a Magyar Történelmi Tárlatot, amelyben okleveleket és más emlékeket közöltek 25 kötetben, majd a Monumenta Hungariae Historiciben forrásokat, kútfősorozatokat tettek közzé. 1864-ben indult el az Archaeologiai Közlemények, 1869-ben pedig az Archaeologiai Értesítő. Mindkettőt Rómer Flóris szerkesztette. Célja a hazai régészeti és művészettörténeti emlékek felkutatása és ismertetése volt. A forráskutatás és publikálás nagy lendületet vett, viszont a forráskritika háttérbe szorult. A munkák tele voltak másolási hibákkal és hamisítványokkal. Önálló forráskritikai mű alig jelent meg ekkor (Toldy Ferenc, Szalay László, Horváth Mihály). Az 1860-as évek fiatal generációja zászlajára tűzi a forráshű közléseket, ezért új közlési szabályzatot dolgoztak ki, de ez nem terjedt el. A fiatal történészek már speciális irányok felé is fordultak, de az általános érdeklődés még továbbra is meghatározó.
1867-ben alakult meg a Magyar Történelmi Társulat és folyóirata a Századok ugyanabban az évben indult útjára. A Társulat elnöke Horváth Mihály, de az alelnöke a fiatal Ipolyi Arnold, a fő irányítók pedig: Ipolyi, Szilágyi, Ráth, Pauler és Fraknói. Ők nem sokkal később már országos elismerésű szaktudósok lettek. Rómer egyetemi tanár, Fraknói Vilmos a Nemzeti Múzeum Könyvtárának igazgatója, Szilágyi Sándor az Egyetemi Könyvtár, Pauler Gyula az Országos Levéltár igazgatója lett. Az 1870-es évekre bekerültek az Akadémiára is, így az új nemzedék vette kezébe a történettudomány irányítását. Ez nem csak személyi, hanem szemlélet változás is volt! Előtérbe került a specializálódás. Ennek következtében felismerték és hirdették a munkamegosztás, az aprólékos részletkutatás és monografikus feldolgozás fontosságát. Az első módszeresen kitanított, részletes kutatómunkára nevelt generáció közé tartozott Fehérpataky László, Tagányi Károly és Békefi Remig. Tárgyilagos történeti igazság, pozitív tények megállapítására törekedtek.
Részletkutatással indul a máig tartó korszak, ez a speciális forráskiadványok kora volt. Magyar Történelmi Tár rövidebb forrásszövegeket közölt eredetileg, de ezt a feladatát átvette a Történelmi Tár című folyóirat, és kútfő sorozatokat valamint monografikus tanulmányokat közölt ezután. A Történelmi Tár rövid forrásszövegeket, okleveleket közölt. Regesztasorozatok aprólékos részletkutatások után kerülnek elő és itt publikálták őket. Helytörténeti kutatás helyi szervezetei ekkor alakultak meg: Szepes vármegyei, Hunyad vármegyei, stb. régészeti társulatok. Törvényhatóságok adtak megbízást a megyéknek a történetük megírására. Ennek hatására születtek meg a helytörténeti forráskiadványok: Békés, Temes, Sopron, stb. megye oklevéltára. Monumenta Vaticanat a magyar püspöki kar támogatásával hozta létre Fraknói és Fehérpataky. Esztergom egyházmegye okmánytárát, Zágrábi püspökség, Csanád egyházmegye okleveleit és iratait ekkor kezdték el módszeresen kutatni. Erdeji László 13 kötetben írta meg a pannonhalmi bencések történetét. Békefi Remig a pilisi, pásztói és cikádori cisztercita apátságok okleveles anyagát dolgozta fel. Más felekezetek is létrehozták saját forráskutató csapatukat és okmánytáraikat: Magyar protestáns egyháztörténeti adattár, Magyar-zsidó oklevéltár.
Főnemesi családok is segítik a forráskutatást, megnyitják a kutatók előtt családi levéltáraikat (Telekiek, Zichyek és Héderváryak). Tárgyi emlékek publikálása is lendületet vett –Fehérpataky címeres emlékeket gyűjt és publikál. Réthy László a Magyar Numizmatikai Társaság megbízásából adta ki a magyar történelem numizmatikai emlékeit. Szabó Károly négy kötetbe szerkesztve jelentette meg Régi Magyar Könyvtár című munkáját, míg Petrik Géza az 1712-1910 között Magyarországon megjelent összes könyvet gyűjtötte össze.
Fokozottan érvényesültek a kritikai szempontok. A külföldön általánosan elfogadott elveket plántálják át itthon és megállapítják a forrásközlés kritikai szabályait. A szövegeket úgy kell közölni, hogy megőrizzék teljes történeti és diplomatikai tartalmukat, a helyesírási hibák kiküszöbölésével és a forrás kritikai meghatározásával. 1880 óta vannak kritikai oklevélkiadások. Az Akadémia 1918-ban vette át ezeket a szabályokat. 1882-ben alapították meg a Magyar Heraldikai és Genealógiai Társaság Turul folyóiratát, amelyben Pauler, Fehérpataky, Hajnal István és mások okleveles forrásokat kritikai szempontból vizsgáltak. Karácsonyi a hamis és keltezetlen oklevelek jegyzékét is összeállította. Pauler forráskiadványai és Marczali Henrik kútfőkritikai értelmezései fordulópontok a forráskritika hazai történetében.
A részletekbe való aprólékos elmélyedés és a speciális történeti tárgyak vizsgálata maga után vonta a kritika egyre szélesebb körű és alaposabb alkalmazását. A monográfiaírók a forrásanyagot értékelve, elemezve alapvető forráskritikai problémákat tisztáztak. Az 1870-es évek a magyar történettudomány fénykora, a specializálódás révén egyre precízebb és tényekre támaszkodó forráskiadvány és mű jelent meg, ugyanakkor magában hordta a veszélyt is az energiák elpazarlását részletkérdésekre. Az egyetemes fejlődés és céltudatos kutatás szempontjait elhanyagolták. Sokszor fontos problémákat nem tisztáztak és megválaszolatlanul maradtak. A nagy tudósok halálával meggyengültek a háttérintézmények is, kapcsolatok meglazultak, az intézményesség hanyatlásnak indult. A 20. század elejére a magyar történettudomány kutatói ismét elszakadtak a külföldi tudományos követelményektől és módszerektől. Nem volt már tudatos munka és újra hanyatlás következett a történetkutatásban. 1910 körül ezen próbált segíteni a Magyar Történelmi Társulat. Csánki Dezsőt és Fehérpatakyt választották meg vezetőnek, az Akadémián is ők veszik át a vezetést. Munkájuk révén visszaállt a tudományos munkák korábbi színvonala. Tudós társaságok és intézmények kapcsolata újra felélénkül. Az I. világháború után Klebelsberg Kúnó oktatás- és vallásügyi miniszter megalapította a bécsi Magyar Történeti Intézetet, hogy egy újabb szállal kösse össze a magyar tudományos életet a külföldivel. Ezen intézkedések hatására újra felpezsdült a történettudományos élet Magyarországon.
A II. világháború után Magyarország kénytelen volt átvenni a szovjet történettudomány módszereit és politikai nyomásra erősen irányított lett a történettudomány. A pártállam erőltette a marxista történetírást és ezzel együtt az osztályharcos szemléletet. A marxisták szerint csak egy vonalon lehet fejlődni, vagy visszafejlődni. A történészek szakmai színvonala leesett a pártállam által a történész társadalomra ráerőltetett új tagoknak köszönhetően. Ideológiai tételek, úgynevezett „vörös farok” kerültek be minden munkába. Hatvanas évektől újra nyitás történt nyugatra, megpróbálták az Annales iskola módszereit átvenni, több-kevesebb sikerrel. A szocialista tömbön belül a kádári Magyarországon volt a legszabadabb szellemi élet. Pach Zsigmond, Ránki György és Berend T. Iván marxista gazdaság és társadalom történetet írtak. A korszak jelentősebb munkái: Kosáry Domokos: Bevezetés a magyar történelem forrásaiba és irodalmába (1951-1958), illetve Bevezetés Magyarország történetének forrásaiba és irodalmába (1970) bibliográfiák. Ide sorolható még a tíz kötetesnek hívott Magyarország története, amit Pach szerkesztett és még nem készült el teljesen. A kilencvenes években a régebben kiadott forrásokat kezdtek újból megjelentetni magyarázó előszóval. Ilyen például a Blazovich-Érszegi-Turuly féle Levéltárak, kincstárak, amelyet 1998-ban adtak ki, illetve a Szegedi Középkorász Műhely által szerkesztett Szegedi Középkortörténeti Könyvtár sorozatában megjelenő forrásgyűjtemények, amelyek 1995 (honfoglalás korának írott forrásai) óta jelennek meg.

#### Feladata
A forráskritika a forrásérték megállapítására szolgáló elméleti és gyakorlati ismeretek összessége és egyben a tudományos igényű történetírás alapja. Legfőbb feladatának tekintik, hogy ítéletet mond a forrás hitelességéről, szavahihetőségéről. Ennek ellenére még sincs állandó dogmatikája a forráskritikának, mondhatni ad hoc jellegű. Függ az eljárásunk attól, hogy milyen forrást vizsgálunk (tárgyi emlék, íratlan szellemi hagyaték, írott forrás, azon belül is hivatali irat, összeírás, sajtó, önéletírás, jogszabály, törvény stb.) illetve hogy milyen kori forrást vizsgálunk. Tehát a történészben mindvégig az alapvető kételkedésének kell munkálnia. Kezdetben a vizsgálódás annyiban ki is merült, hogy eredeti-e a forrás pl.: középkori oklevelek esetében. A gyakori kérdések között szerepelt továbbá: Miért lehet forrás az adott anyag? Mire nézve lehet forrás? Miért maradhatott meg? Kié volt? Időközben azonban a forráskritika kibővült, felismerték, hogy a keletkezés valamennyi körülményét meg kell vizsgálni, ennek kapcsán új kérdések vetődtek fel: Mi történt a forrással, addig míg a történész kezébe került? Mennyire torzult? Mennyiben, milyen feltételek között szolgáltat információt történeti kérdésünkre? Az újkori forráskritikának ezáltal feladata lett, hogy feltárja emlékanyag létrejöttének körülményeit, feladatait és élettörténetét illetve ennek kapcsán a forrás írójának kilétét és szándékát. A történészek pedig napjainkban is az újkori forráskritika eszközeit használják.

#### Részei
A forráskritikát hagyományosan két részre szokás osztani, külső és belső forráskritikára. Van azonban egy tágabb értelmezése is, mely Kéri Katalintól származik. Ennek értelmében a forráskritika több lépést foglal ugyan magába, de feladata továbbra is az összegyűjtött anyag megítélése, értékének megállapítása.
Részei:
1. heurisztika
2. külső és belső forráskritika
3. hermeneutika, források interpretálása
4. konstrukció vagy szintézis 5.történeti expozíció
A heurisztika a valamire rájövés módszerét takarja, az elméleti kutatás logikai eljárásainak és módszerbeli szabályainak rendszere, az általános értelmezés szerint. A szerző beemeli a heurisztika fogalmát, de nem indokolja használatát, ehelyett összekapcsolja az első két pontot és bővebben csak a külső és belső forráskritikát tárgyalja, ezeket pedig a hagyományos értelmükben használja. A harmadik pont a források tartalmának interpretálására tér ki, mely a szerző gondolatainak minél teljesebb megértése által lehetséges, ehhez pedig bele kell helyezkedni a forrás szerzőjének jelenkorába térben és időben egyaránt – Kéri Katalin értelmezése szerint. A negyedik lépés, a szintézisalkotás során újra kell alkotni a történeti valóságot, hiszen a forrás értelmezésén túl a benne foglalt adatokat szintetizálni kell és következtetéseket kell levonni a vizsgált témára, korszakra egyaránt. Az utolsó pont alatt – e tág megközelítésben – a végzett munka eredményének leírása, közzététele értendő.
Mint láthatjuk fontos, hogy a tartalmi és formai jegyek mellett, mindazt megvizsgáljuk, amire a forrás nem ad választ, így tehát a keletkezés minden körülményét. Hiszen mára már túlhaladott lett a pozitivista gondolat, mely „hagyta beszélni” a forrást és nem értelmezte azt. Habár próbálkozások vannak a forráskritika tágabb értelmezésére, egyelőre a források elbírálásához csak két jól bevett szempont ad segítséget a tartalmi és a formai kritika.

##### Belső forráskritika
A belső forráskritika a forrás tartalmára vonatkozik. Feladata, hogy a forrás tartalmi hitelességét vizsgálja és a szerző szavahihetőségét. Itt kell elvégeznünk a keletkezés körülményeinek tisztázását is, ez alatt a következőket érthetjük: hivatalos iratok esetében a kiadóhivatalt, a megszövegező személyt kell vizsgálni és mindenkit, akinek érdekében állt a forrás létrejötte illetve, hogy milyen céllal is adták ki, és kinek szól, valamint a keletkezés minden előzményét és következményét. Különösen elbeszélő források esetén kell ügyelni a szerző elfogultságának, személyének vizsgálatára, illetve eseményekhez való viszonyára (résztvevő, megfigyelő, csak hallott róla), az azóta eltelt időbeli távolságra, valamint hitelességére és megbízhatóságára. Továbbá a szerzőt ért hatások, a szerző pontossága, hozzáértése is fontos lehetnek, valamint a stilisztikai vonások, a szókincs, az értelmi összefüggések. Egyes esetekben figyelmünk arra is ki kell terjedjen, milyen hatása volt az emlékanyagnak a korban illetve milyen társadalmi és politikai fogadtatása volt. A felsoroltak alapján, gyakran azt is vizsgálnunk kell, hogy forrásunk tudatosan maradt- e fent vagy sem. A munkánk során pedig elkerülhetetlen, hogy mindezen kérdések tisztázása érdekében összevessük forrásunkat más forrásokkal. Különösen az lehet hasznos, ha különböző típusú forrásokat hasonlítunk össze például hivatalos iratot egy elbeszélő forrással.

##### Külső forráskritika
A külső forráskritika a forrást formai jegyek alapján elemzi illetve annak fizikai jegyeit vizsgálja. A kutató az elemzés során megállapítja, mikor, hol, hogyan keletkezett, ki készítette, hol és milyen formában őrződött meg napjainkig, valamint kitér az előállítás módjának elemzésére is. A kérdések eldöntéséhez elsősorban a forrás materiális jegyeit kell szemügyre venni pl.: íróanyag, betűforma, festék és a keletkezésük hátterét kell megvizsgálni. Esetenként szükség van olyan kémiai, fizikai elemzések elvégzésére, melyek során a kutató meggyőződik arról, hogy a forrás kivitelezése megfelel-e az adott kor technikai szintjének illetve melyik időszakban keletkezett illetve milyen földrajzi utat járt be a történelem során. Ezen vizsgálatokhoz néha elegendő a kreativitás és a jó megfigyelő készség pl.: írásképek összehasonlítása esetén. Az esetek többségében azonban munkánk során már komoly kémiai, laboratóriumi vizsgálatok végezendők. Ennek fényében állíthatjuk, hogy a külső forráskritika végzésekor a történésznek sokszor egyéb diszciplínák ismereteit kell alkalmazni.

### Forráskiadás
A forráskiadás alapvető feladata a történeti források hozzáférhetővé tétele a szélesebb közönség számára. Fontos értékmegőrző szerepük van, az eredeti forrás információtartalmának fennmaradását is biztosítják. A források publikálása nemcsak írott, hanem a tárgyi és az íratlan szellemi források esetében is fontos.
Nyomtatott forma a legelterjedtebb, de modern adathordozók is alkalmasak a forráskiadásra.
(Külföldön lévő vagy egyébként nehezen hozzáférhető forrásanyag lefényképezése, ill. filmrevétele a modern technika nagy vívmánya és ha nem is könnyíti meg a kutató munkáját olyan mértékben, mint a forráskiadvány, gyakran nagy segítségre van.)
Célja, hogy a tudományos forrást a tudományos kutatásra alkalmassá tegye, népszerűsítse és népszerűsítő-ismeretterjesztésre felhasználhatóvá tegye.

#### Magyar forráskiadás története
Az írott források rendszeres és tudatos kiadása 18. században kezdődött, jezsuita történetírók által (Hevenesi Gábor, Kaprinai István), majd az 1730-as évektől protestáns tudósok (Bél Mátyás: Adparatus ad historiam Hungariae, Bod Péter: Magyar Athenás) munkájával folytatódott.
18. század végén, 19. század elején Katona István Historia critica regum Hungariae 42 kötetes nagy forráskiadványa jelent meg.
18. században jobbára egyháztörténeti és országtörténeti irányú anyaggyűjtés volt jellemző.
A 19. században megjelennek a kisebb témák: például egy-egy intézmény, vagy család történetéhez kapcsolódó forrásgyűjtemények. A 19. század első fele hanyatlás időszaka forráskiadás szempontjából, például Fejér György: Codex diplomaticus regni Hungariae ecclesiasticus ac civiliv, a forráskiadás és kritika legalapvetőbb követelményeinek sem tesz eleget.
A 19. század második felében jelentős forráskiadvány-sorozatok indultak el: Magyar Történelmi Tár, az Anjou-kori okmánytár, Magyar Országgyűlési Emlékek.
A 19. századi forráskiadás jellemzője az átfogó forrásfeltárási, forráskiadási koncepció hiánya. A 19. század utolsó harmadában a Magyar Történeti Társulat körül tömörülő új nemzedék (Ipolyi Arnold, Fejérpataky László, Nagy Gyula) elméletileg megalapozott, tervszerűen végrehajtott forrásfeltárást hirdetett meg. Az elveket írásban is rögzítették (Történelmi Társulat forráskiadási szabályzata. 1921.). A két világháború között jelent meg Magyarország újabbkori történetének forrásai 42 kötetben.
1948-tól a szocializmus nem kedvezett a forráskiadásnak (elakadtak a forráskiadvány-sorozatok, alacsony példányszámban jelentek meg). A forráskiadást a Történelmi Társulatban és a levéltárakban folyó munka tartotta életben. Kiadásra kerültek a 16-17. századi Úriszéki jegyzőkönyvek és Urbáriumok, megindult az Árpád-kori Magyarország történeti földrajza, az Árpád-házi királyok okleveleinek kritikai jegyzéke és a Zsigmond-kori oklevéltár című sorozat.
1990 óta a magyar forráskiadó tevékenység új lendületet kapott, ma már a történettudomány minden területére és korszakára vonatkozó gyűjteményekkel találkozhatunk.

#### Szempontok
A forráskiadásokat több szempont szerint lehet csoportosítani. Az egyik lehetőség a kiadói elvek szerinti felosztás: facsimile, regeszta, teljes eredeti szövegű közlés, kritikai kiadás, teljes szövegű fordítás.

##### A forráskiadás kiadói elvei
- facsimile: az ilyen kiadvány célja, hogy az eredeti dokumentummal teljesen megegyező tartalmi és formai jegyekkel rendelkező hasonmást hozzon létre (Hasonmás kiadásra csak akkor kerül sor, ha a tartalmi jegyek mellett a formai és az anyagi hűségnek kiemelkedő szerepe van.)
- regeszta: az oklevelek kivonatos tartalmi közlése, tudományos apparátussal rendelkezik (Általában nemzeti nyelven íródott. fő részei a dátum, a regesztaszöveg és a kritikai apparátus.)
- teljes eredeti szövegű közlés: Az eredeti okleveles forrás teljes szövegű közlése az eredeti dokumentum szövegének modern nyomdai formátumú kiadása, amely általában egyetlen szövegváltozat/szövegpéldány alapján készül (Fontos tudományos elvárás, hogy a kiadás alapjául az eredeti, illetve ha az már elveszett, akkor az ahhoz legközelebb álló szövegváltozat szolgáljon. Eredeti szöveg híján a kiadónak filológiai módszerekkel kell megállapítania, hogy melyik a leghívebb szövegváltozat.)
- kritikai kiadás: filológiai részletességű, tudományos célra szánt kiadási forma (textusához jelentős mennyiségű kiegészítő szöveg kapcsolódik. Beszámol a kiadási elvekről, a szöveg jelentőségéről, keletkezésének körülményeiről. Részletesen leírja az eredeti példány fizikai jellemzőit, illetve közli mindazon információkat, amelyeket az esetleges átíró oklevelek őriznek meg róla. Emellett teljes körűen feltárja a szöveg kiadásait, fordításait, regesztáit, valamint a hozzá kapcsolódó kommentárokat.)
- teljes szövegű fordítás: célja, hogy a forrást szélesebb közönséghez juttassa el. (Bár legtöbbször tudományos igényességgel készülnek, elsősorban mégsem a kutatást, hanem az ismeretterjesztést szolgálják. A felhasználó elszakad az eredeti szövegtől, a fordító értelmezésére kénytelen hagyatkozni)

##### A forráskiadvány szerkezete
A forráskiadványok általános szerkezeti felépítése Sipos Péter alapján a következő:
bevezető tanulmány, mely áll: fondképző hivatal, szerv, intézmény stb. története, személyhez kapcsolódó iratok, személy rövid bibliográfiája, téma rövid összefoglalása, kiemelve a hivatkozó részeket. Ezután a kiadvány forrásbázisa, ami tartalmazza a hiányzó és hozzáférhető iratok arányát, jelentőségét, válogatását és elvezési rendjeit. Majd a közzétenni kívánt források következnek (szövegek, kommentár, szövegkritikai és tárgyi magyarázó jelzetek) Ajánlott, hogy a szövegeket időrendben közöljük. Jó, ha kiadásunk tartalmaz mutatókat, mely lehet névmutató, földrajzi mutató, rövidítések jegyzéke, tartalomjegyzék.

##### Irat felszerelése
A tudományos és ismeretterjesztő forráskiadványokban szereplő iratokat, információkat hordozó apparátussal kell ellátni. A népszerűsítő célzatú publikációkból kimaradhat a kommentár, és a szöveg egyértelmű olvasatához és megértéséhez, a minimumra csökkenthető a forráskritikai és tárgyi magyarázó jegyzetek száma.
Sipos Péter szerint a forráskiadványok az alábbi részekből állnak: cím (sorszám, szerző, keletkeztető megnevezése, dokumentum típusa, címzett megnevezése), írat keletkezési helye, keltezése, minősítés, aláírás, legenda (jelzet, irat előállításának módja, írat fajtája: például tisztázat, másolat, hitelesítés módja, írat külső ismérvei), kommentár, szövegkritikai jegyzetek, tárgyi, tartalmi jegyzetek, magyarázatok.

#### Szabályok, forráskiadási szabályzatok
Mohács előtt kelt latin szövegeket általában a szöveg korára és írójára jellemző helyesírással teszik közzé. A tulajdonneveket jelző betűrövidítéseket feloldják, az elbeszélő szövegeket tartalomnak megfelelően bekezdésre tagolják. Kimagasló személyiségek sajátkezű iratainál szintén megőrzik az eredeti írásmódot.
Mohács után kelt szövegeknél általában az átíró közlést használják, a források helyesírása a mai helyesírásunkhoz közelít, cél, hogy a forrásszövegek minél hívebben tükrözzék az eredetit. De: a központozásnál értelemszerűen járunk el, az eredeti rövidítéseket megjegyzés nélkül oldjuk fel, a számokat arab számokkal írjuk. Mondat elején, neveknél mindig nagy kezdőbetűt írunk. Régies betűket átírjuk (pl. oe, eö=ö, ő; gi, gj=gy; ni, nj=ny). Vezeték és hegységneveknél nagybetű alkalmazandó és eredeti helyesírás őrzendő meg. A tollhibákat, elírásokat javítjuk. Átugrott, tollban maradt szavakat szögletes zárójelben pótoljuk. Ha a forrás valamely része vízfolt vagy elrongyolódás folytán olvashatatlanná vált, a hiányt három vonallal --- jelezzük. Ellenben, ha a szöveg kikövetkeztethető, szögletes zárójelben más betűtípussal adjuk a megállapítható szövegelemeket.
A XIX. századi szövegek a mai helyesírás szerint közlendők. Fontosabb forrásokhoz magyarázat csatolható.
Magyar Történelmi Társulat forráskiadási szabályzata. Századok, 54. (1920-1921) melléklet, 1-24.
Benda Kálmán: A Magyar Országgyűlési Emlékek sorozat 1607-1790 közti részének szerkesztési és forrásközlési szabályzata. Századok, 98. (1974) 2:436-475.

## Ajánlott szakirodalom
- Lederer Emma: A történelem tárgya, módszere, a segéd- és rokontudományok elemei. Bp., (1970) 1990.
- Kávássy Sándor: Bevezetés a történettudományba. Bp., (1973) 1995.
- Fazekas Csaba: Bevezetés az újkori magyar történeti források tanulmányozásába. Miskolc, 2000. (Bevezetés az újkori magyar történeti források tanulmányozásába Archiválva 2019. július 23-i dátummal a Wayback Machine-ben)
- Kőfalvi Tamás – Makk Ferenc: Forrástani ismeretek történelemből. Segédkönyv a történelem forrásközpontú tanításához. Budapest, 2007.
- Glatz Ferenc: Újkori muzeológia mint történeti forrástan és kultúrtörténet. Századok, 112. (1978) 1:134–153.
- Glatz Ferenc: A történelem elméleti problémáiról <1976>. Uő: Történetírás korszakváltásban. Budapest, 1990. 15-51.
- Monok István: Könyvkatalógusok és könyvjegyzékek Magyarországon, 1526-1720: forrástipológia, forráskritika, forráskiadás. Szeged, 1993.
- Udvari István: A forráskutatás szerepe a hazai szlavisztikában (https://web.archive.org/web/20071221081801/http://www.urft.hu/statikus/muhely/Filologiai1..htm)

### Forrásismeret, forráskutatás
- Hölvényi György: Hevenesi Gábor útmutatásai a történeti forrásanyag gyűjtéséhez. Az Egyetemi Könyvtár Évkönyvei, VI. 1972. 147–152.
- Hóman Bálint: A forráskutatás és a forráskritika története. Bp., 1925.
- Hóman Bálint: Történetírás és forráskritika. I–II. köt. Bp., 1938.
- Levéltári ismeretek. Szerk: Dóka Klára. Bp., 1998.
- A történelem segédtudományai. Szerk.: Bertényi Iván. Bp., 2003.
- Forrásismereti előadások a Baranya Megyei Levéltárban. ([halott link])
- Szilágyi Miklós: Gyűjtőmódszerek és forráskritika a néprajztudományban. Debrecen, 1986.

### Forráskritika
- Száray Miklós: A kétszintű történelem érettségi módszertani kézikönyve. DFT_Hungária, é.n.
- Kéri Katalin: Mi a neveléstörténet? (http://mek.oszk.hu/01800/01886/html/nter4441.htm)
- Kállay István: A történeti forráskritika néhány kérdéséről. Levéltári hírmondó, 8. (1958) 1–2:198-200.
- Újváry Gábor: Tudományszervezés – történelemkutatás – forráskritika. Győr, 1996.
- Dezsényi Béla: Könyvtártörténet – sajtótörténet – forráskritika. Magyar Könyvszemle, (1971) 4:365–370.
- Györffy György: Anonymus: rejtély avagy történeti forrás? Bp., 1988.
- Hóman Bálint: Forráskutatás és forráskritika történet. Bp. 1925.

### Forráskiadás
- Magyar Történelmi Társulat forráskiadási szabályzata. Századok, 54. (1920–1921) melléklet, 1-24.
- Benda Kálmán: A Magyar Országgyűlési Emlékek sorozat 1607–1790 közti részének szerkesztési és forrásközlési szabályzata. Századok, 98. (1974) 2:436–475.
- Benda Kálmán: A magyar történeti forráskiadás múltja és mai helyzete. I–II. rész. Levéltári Közlemények, 50. (1979) 2:163–173.; Uo. 53. (1982) 2:201–205.
- Benda Kálmán: A történeti forráskiadványok helyzete Magyarországon. Levéltár és nyilvánosság. Levéltári Napok 1992. Budapest Főváros Levéltára, 1993.
- Ember Győző: A levéltári forrásközlés apparátusa. Levéltári Közlemények 46. (1975) 2:203-221.
- Fons, 7. (2000) 1. szám; Fons, 8. (2001) 2. szám